# Gryllotalpa dentista
Gryllotalpa dentista is een rechtvleugelig insect uit de familie veenmollen (Gryllotalpidae). De wetenschappelijke naam van deze soort is voor het eerst geldig gepubliceerd in 1995 door Yang.